# Ligumy
Ligumy (lit. Lygumai) – miasteczko na Litwie, położone w okręgu szawelskim i w rejonie pokrojskim, nad rzeką Kroją. Liczy 664 mieszkańców (2001).

## Historia
Dobra Ligumy zostały nadane przez króla Augusta II Mocnego geometrze Czapskiemu. Później przeszły na własność Bouffałów i Rymkiewiczów.
Podczas okupacji hitlerowskiej, w lipcu 1941 roku Litwini utworzyli getto dla żydowskich mieszkańców. Przebywało w nim około 100 osób. W sierpniu 1941 roku Niemcy zlikwidowali getto, a Żydów, z rozkazu Niemców Litwini zamordowali w lesie Juknaičiai. 